# Terry Boyle
Terry Boyle, all'anagrafe Terence David John Boyle (Ammanford, 29 ottobre 1958) è un ex calciatore gallese, di ruolo difensore.

## Carriera

### Giocatore

#### Club
Ha giocato nelle giovanili del Tottenham fino al 1975, anno in cui ha firmato il suo primo contratto professionistico ed è stato aggregato alla prima squadra degli Spurs; di fatto, pur restando in squadra fino al 1977, non scende però mai in campo in partite ufficiali della prima squadra per via della concorrenza di Mike England e Keith Osgood nel suo stesso ruolo: passa quindi al Crystal Palace, con cui tra il 1977 ed il 1981 trascorre due stagioni in seconda divisione (la seconda delle quali conclusasi anche con la vittoria del campionato) e due stagioni in prima divisione, per un totale di 35 presenze ed un gol in incontri di campionato con la maglia dei Glaziers. All'inizio della stagione 1981-1982 trascorre un breve periodo in prestito in terza divisione al Wimbledon FC, per poi trasferirsi a titolo definitivo al Bristol City, con cui trascorre una stagione in terza divisione ed una stagione in quarta divisione, per poi trascorrere un triennio nella terza divisione inglese con i gallesi del Newport County, dove rimane fino al 1986, conquistando un ruolo da titolare (166 presenze ed 11 reti in incontri di campionato con la maglia degli Exiles). Trascorre poi due stagioni in quarta divisione ed una stagione in terza divisione con il Cardiff City, con cui oltre a conquistare una promozione in terza divisione vince nella stagione 1987-1988 una Coppa del Galles, giocando poi 4 partite nella Coppa delle Coppe 1988-1989. Continua poi a giocare in terza divisione anche nella stagione 1989-1990, questa volta con la maglia dello Swansea City, con cui peraltro gioca anche 2 partite nella Coppa delle Coppe 1989-1990. Tra il 1990 ed il 1993 gioca invece nelle serie minori inglesi con i semiprofessionisti gallesi del Merthyr Tydfil, per poi trascorrere gli anni dal 1993 al 1995 al Barry Town, con cui prende parte a due edizioni della neonata (nel 1992) prima divisione gallese, vincendo anche una Coppa del Galles nella stagione 1993-1994 e giocando 2 partite nei turni preliminari della Coppa delle Coppe 1994-1995. Si ritira infine nel 2001, dopo aver giocato nella prima divisione gallese anche con le maglie di Inter Cardiff, Carmarthen Town e Bangor City, a cui aggiunge anche un periodo con i semiprofessionisti inglesi del Cinderford Town.

#### Nazionale
Nel 1981 ha giocato 2 partite nella nazionale gallese Under-21. Sempre nel medesimo anno ha inoltre giocato anche 2 partite in nazionale maggiore; in particolare, ha esordito in nazionale il 24 ottobre 1981 nella partita amichevole giocata a Dublino contro l'Irlanda e vinta per 3-1 dalla sua squadra: nell'occasione, ha anche realizzato la rete del definitivo 3-1.

### Allenatore
Nel 1994 per un periodo è stato anche allenatore del Barry Town, nella prima divisione gallese. Ha inoltre continuato ad allenare a livello semiprofessionistico.

## Palmarès

### Giocatore

#### Competizioni nazionali
- Campionato inglese di seconda divisione: 1

Crystal Palace: 1978-1979
- Coppa del Galles: 2

Cardiff City: 1987-1988
Barry Town: 1993-1994